# Costentalina
Costentalina là một chi kích thước cỡ trung bình, thân mềm Scaphopoda sống ở biển trong họ Entalinidae.

## Các loài
- Costentalina caymanica Chistikov, 1982
- Costentalina elegans Chistikov, 1982
- Costentalina indica Chistikov, 1982
- Costentalina leptoconcha Chistikov, 1982
- Costentalina pacifica Chistikov, 1982
- Costentalina tuscarorae Chistikov, 1982
- Costentalina vemae Scarabino, 1986